# 馬德貝登 (明尼蘇達州)
馬德貝登（英語：Mudbaden）是位於美國明尼蘇達州斯科特縣桑德克里克鎮區的一個非建制地區。

## 地理
馬德貝登所處的海拔為高於海平面224米（即735英呎），而該地所採用的時區為UTC-6，即北美中部時區（CST）。同時該地設有夏令時間，為UTC-6調快一小時，即UTC-5（CDT）。